# Driving in the Silence
Driving in the Silence  é o 11º álbum de estúdio de Maaya Sakamoto. Foi lançado em 9 de novembro de 2011 pela FlyingDog, um selo da gravadora Victor Entertainment e possui nove faixas, sendo considerado um mini-álbum, o terceiro de sua carreira após 30minutes night flight.

## Produção
É um álbum conceptual com o tema "inverno". Inclui a música "Chikai", a segunda cuja melodia foi composta pela própria artista em sua carreira.
Uma edição limitada foi lançada contendo um DVD com um curta-metragem homônimo estrelando a própria Sakamoto. Também contém o videoclipe da música "Sayonara Santa".
Como parte da promoção do álbum, uma série de cinco shows em cinco dias em Tóquio foi realizada, nos quais Sakamoto cantou todas as músicas não deste álbum, mas também de 30minutes night flight e Easy Listening (álbum). Destes shows, nasceu o DVD/blu-ray Maaya Sakamoto Live 2011 in the silence.

## Recepção
O álbum ficou cinco semanas no Oricon Albums Chart, chegando à 3ª posição, mesma posição na Billboard Japan; além da 8ª posição na Tower Records.
Ao analisar o álbum, o CD Journal disse que "a sensação de se aquecer no inverno é expressada através de uma bela voz e sons cuidadosamente criados."

## Faixas
| N.º            | Título                                 | Letras                | Música                       | Arranjo        | Duração |  |
| 1.             | "Driving in the Silence"               | M. Sakamoto           | Rei Shibakusa                | Shin Kono      | 2:23    |  |
| 2.             | "Sayonara Santa"                       | M. Sakamoto           | Rasmus Faber e Frida Sundemo | S. Kono        | 3:40    |  |
| 3.             | "Melt the snow in me"                  | R. Faber e F. Sundemo | R. Faber e F. Sundemo        | S. Kono        | 3:54    |  |
| 4.             | "homemade christmas"                   | M. Sakamoto           | Ryo Eguchi                   | S. Kono        | 4:40    |  |
| 5.             | "Kotoshi Ichiban"                      | M. Sakamoto           | Ryo Nagano                   | S. Kono        | 4:26    |  |
| 6.             | "Tatoeba Ringo ga Te ni Ochiru You ni" | M. Sakamoto           | R. Nagano                    | S. Kono        | 4:14    |  |
| 7.             | "Kyokuya"                              | M. Sakamoto           | R. Faber e F. Sundemo        | S. Kono        | 5:46    |  |
| 8.             | "Chikai"                               | M. Sakamoto           | M. Sakamoto                  | S. Kono        | 5:16    |  |
| 9.             | "Driving in the silence -reprise-"     | M. Sakamoto           | R. Shibakusa                 | S. Kono        | 0:46    |  |
| Duração total: | Duração total:                         | Duração total:        | Duração total:               | Duração total: | 35:05   |  |